# Francisco I. Madero (södra Las Choapas kommun)
Francisco I. Madero är en ort i Mexiko.   Den ligger i kommunen Las Choapas och delstaten Veracruz, i den sydöstra delen av landet, 600 km öster om huvudstaden Mexico City. Francisco I. Madero ligger 369 meter över havet och antalet invånare är 109.
Terrängen runt Francisco I. Madero är lite kuperad. Runt Francisco I. Madero är det ganska glesbefolkat, med 40 invånare per kvadratkilometer. Närmaste större samhälle är Los Constituyentes II, 4,1 km norr om Francisco I. Madero. I omgivningarna runt Francisco I. Madero växer i huvudsak städsegrön lövskog.